# Sylvie Fréchette

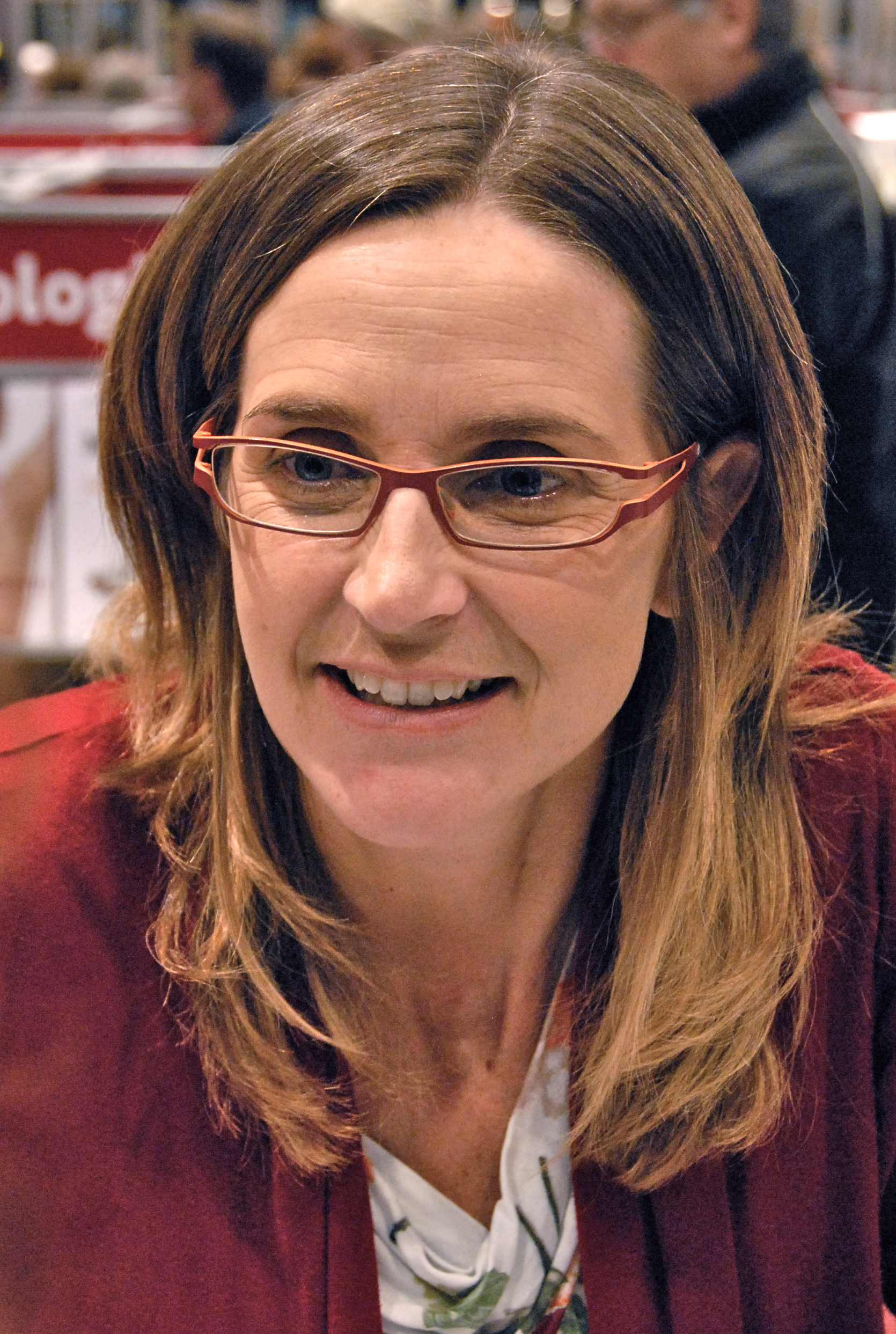
Sylvie Fréchette 2012

Sylvie Fréchette (* 27. Juni 1967 in Montreal) ist eine ehemalige kanadische Synchronschwimmerin.
Fréchette begann im Alter von acht Jahren in Montreal mit dem Synchronschwimmen und wurde 1983 in die kanadische Nationalmannschaft aufgenommen. 1987 wurde sie Silbermedaillengewinnerin bei den Panamerikanischen Spielen, was bis dahin ihr größter Erfolg war. Ihren ersten internationalen Titel errang sie bei den Commonwealth Games 1990 und ein Jahr später wurde sie Weltmeisterin in Perth.
Kurz vor den Olympischen Spielen 1992 in Barcelona hatte sie einen schweren Schicksalsschlag zu verkraften, als sich ihr Verlobter das Leben nahm. Bei den Spielen kam es im Einzel bei der Kampfrichterwertung des Pflichtprogramms von Fréchette zu einem Skandal. Eine brasilianische Kampfrichterin bewertete eine Figur um 0,4 Punkte zu niedrig, bemerkte ihren Irrtum aber und meldete dies per Handzeichen. Dies wurde aber von den anderen Kampfrichtern ignoriert oder übersehen. Fréchette lag am Ende des Wettkampfes mit 0,251 Punkten hinter Kristen Babb-Sprague aus den USA, ein Protest der kanadischen Mannschaft wurde abgewiesen. Auf Intervention von IOC-Exekutivmitglied Richard Pound aus Kanada wurde Sylvie Fréchette nachträglich ebenfalls eine Goldmedaille verliehen, das Punktergebnis blieb jedoch bestehen.
Bei den Spielen von Atlanta 1996 gewann sie als Mitglied des kanadischen Teams Silber mit der Gruppe.
Beruflich arbeitete sie bei der kanadischen Nationalbank und war dort als Sprecherin angestellt.